# Xenobalanus globicipitis
Xenobalanus globicipitis är en kräftdjursart som beskrevs av Japetus Steenstrup 1851. Xenobalanus globicipitis ingår i släktet Xenobalanus och familjen Coronulidae. Inga underarter finns listade i Catalogue of Life.